# Kimpton (Hertfordshire)
Pour les articles homonymes, voir Kimpton.
Kimpton est une paroisse civile et un village du Hertfordshire, en Angleterre.